# Колхас, Рем
Рем Ко́лхас (['rɛm 'koːlɦaːs], иногда Коолхаас; нидерл. Remment Koolhaas; род. 17 ноября 1944, Роттердам) — голландский архитектор, теоретик архитектуры. Иностранный член Американского философского общества (2014).

## Биография
Выпускник Школы архитектуры Архитектурной ассоциации в Лондоне и Корнеллского университета. В 1975 году основал архитектурное бюро ОМА, в котором начинала свою карьеру Заха Хадид.

## Проекты
Среди наиболее крупных проектов:
- музей Гуггенхайм-Эрмитаж в Лас-Вегасе (2002);
- посольство Нидерландов в Берлине (2003);
- бутики Прада в США (2003);
- центральная библиотека Сиэтла (2004);
- Дом музыки в Порту (2005);
- Штаб-квартира CCTV (Центральное телевидение Китая) (2008);
- Тайбэйский центр исполнительских искусств.

Консультировал Эрмитаж в связи с реконструкцией Главного штаба.
Заслуги Колхаса перед архитектурным сообществом отмечены Притцкеровской премией, европейской архитектурной премией Union Prize for Contemporary Architecture Mies van der Rohe (с соавтором Элен ван Лоон) в 2005 году.
В 2010 году на Венецианской биеннале Колхасу был вручён «Золотой лев» за вклад в архитектуру.

## В России
В мае 2007 года по приглашению Центра современной архитектуры Рем Колхас посетил Москву, где провёл открытую лекцию в здании клуба фабрики «Буревестник», построенного в конце 1920-х годов по проекту выдающегося русского архитектора К. С. Мельникова. Колхас является членом Международного попечительского комитета по созданию в Москве музея Дома Мельникова.
В 2010—2011 году осуществлял преподавательскую деятельность в институте медиа, архитектуры и дизайна «Стрелка» (Москва), одновременно являясь одним из авторов образовательной модели 2010—2013 года, деканом института и руководителем студии «Сохранение» (Preservation). Во время обучения неоднократно посещал Москву с лекциями, для участия в семинарах, консультациях и защите студенческих проектов. В 2011—2012 году Рем Колхас занимал пост директора студии «Провинция» (Hinterland).
Колхас, будучи одним из партнеров ОМА, причастен к ряду текущих проектов в Москве и Подмосковье, в частности совместно с архитектурным бюро SANAA его студия разрабатывает входную зону в инноград Сколково.
Колхас был заявлен одним из архитекторов реконструкции зданий в парке им. Горького для размещения Центра современной культуры «Гараж» Р. Абрамовича и Д. Жуковой.
В апреле 2012 года Центр современной культуры «Гараж» представил общественности концепцию своего нового здания в парке Горького, разработанную совместно с бюро Office for Metropolitan Architecture (OMA) Рема Колхаса.

## Избранная библиография
- Koolhaas, R. S, M, L, XL / R. Koolhaas, B. Mau; eds. J. Sigler. — New York: Monacelli Press, 1995. — 1344 p. — ISBN 1-888254-01-6.[11]
- Koolhaas, R. S, M, L, XL / R. Koolhaas, B. Mau; eds. J. Sigler. — New York: Taschen, 1997. — 1344 pp. — ISBN 978-3-8228-7743-3.[11]
- Koolhaas, R. S, M, L, XL / R. Koolhaas, B. Mau; eds. J. Sigler. — New York: Monacelli Press, 1998. — 1344 pp. — ISBN 978-1-885254-86-5.[11]
- Колхас, Р. Нью-Йорк вне себя / Р. Колхас. — Москва: Strelka Press, 2013. — 336 с. — ISBN 978-5-9903723-6-8.
- Колхас, Р. Нью-Йорк вне себя / Р. Колхас. — Москва: Strelka Press, 2021. — 256 с. — ISBN 978-5-907163-07-2.[12]